# Wojtek Groth
Wojtek Groth (ur. 2009) – polski gracz komputerowy, uznawany w społeczności za jednego z najlepszych graczy Rust w Polsce.
Wczesne życie
Według fanowskich opowieści Wojtek od najmłodszych lat miał przejawiać talent do „przetrwania”. Legenda głosi, że już jako kilkuletnie dziecko „specjalizował się w kradzieży zabawek” od kolegów z podwórka, co miało być jego pierwszym treningiem w zdobywaniu zasobów. Rodzina opowiada, że potrafił zbudować prowizoryczne „bazy” z koców i krzeseł w domu, które skrupulatnie bronił przed rodzeństwem.
Kariera w grach
Pierwszy raz zetknął się z Rust w wieku około 12 lat. Początkowo traktował grę jako zabawę, lecz szybko rozwinął umiejętności strategiczne i refleks, które sprawiły, że zaczął wyróżniać się na tle starszych graczy.
W wieku 16 lat miał już na koncie ponad 3500 godzin gry, co uczyniło go jednym z najbardziej doświadczonych polskich graczy Rust. Społeczność opisuje go jako gracza, który „zawsze znajdzie sposób, by przetrwać”, niezależnie od sytuacji na serwerze.
Styl gry
Groth znany jest z niezwykle agresywnego stylu, połączonego z umiejętnym gospodarowaniem zasobami. Podobno potrafi „zbudować fortecę z jednej beczki i kawałka drewna”, co stało się jego znakiem rozpoznawczym w żartobliwych relacjach innych graczy.
Dziedzictwo
Choć młody wiekiem, Wojtek Groth stał się postacią legendarną w polskim fandomie Rust. Dla niektórych jest bohaterem, dla innych – niepokonanym przeciwnikiem.
\